# 風になれるなら
「風になれるなら」（かぜになれるなら）は、1977年5月25日に発売された伊藤銀次一作目のシングル。

## 解説
「風になれるなら」は同日発売のアルバム『DEADLY DRIVE』からのシングル・カット。
「風になれるなら」は、伊藤の中では「幸せにさよなら」の発展形だとし、「あの延長線上に来る曲が欲しいなって思って、ほぼ最初に作ったのが<風になれるなら>でしたね。シュガー・ベイブの流れにあることも表現したかったし、特に“風になれるなら”っていう部分の詞が出来たときに大貫妙子さんの声で“風”を表現したかったんですね。これは詞と曲がほぼ同時進行でした。何も考えずにあのイントロが出来たんですよね。それも僕がギターで作って、それを緒方（泰男）君に伝えてピアノで表現してもらいました。『デッドリイ・ドライブ』の共同プロデューサーであった柏原卓の“テイク・ワン”という事務所は山下洋輔さんとかジャズの関係の方もマネージメントしていたので、そういうこともあって柏原卓が“間奏にはソプラノ・サックスっていうのもいいぞ”ってアドヴァイスしてくれたんです。それで高橋知己というサックス・プレイヤーを紹介してくれたんです。僕は面白いと思えば何でもやってしまう方なので、それでやってみたら凄く面白かったんです。ウェイン・ショーターが入っているような感じですよね」という。また、当時流行っていたボズ・スキャッグスの「ロウ・ダウン」にインスパイアされて作った曲だともいう。ある日友達と話しているときにふっと“風になれるなら”って頭に浮かび、それで作ったという。シングル・ヴァージョンでは間奏のソプラノ・サックス・ソロをカットし、代わりに“風になれるなら 君に届けたい〜君を追いかけて”の歌詞が追加され、エンディングも30秒ほど短く編集された。このシングル・ヴァージョンは後に東芝EMI在籍時の楽曲を集めた伊藤のベスト・アルバム『“CHANGES” History of GINJI』に収録されたほか、『DEADLY DRIVE』の24bitデジタル・リマスタリング、紙ジャケット仕様再発盤にボーナス・トラックで収録された。また、24bitデジタル・リマスタリング、紙ジャケット仕様で再発されたミニ・アルバム『POP STEADY #8』には、“Live Version”がボーナス・トラックで収録された。
2016年の「RECORD STORE DAY JAPAN」では「Light Mellow 和モノ45」シリーズの一枚として、発売当時のアートワークを再現したアナログ7インチ盤で再発された。ジャケット裏面には両曲の歌詞のほか、「風になれるなら」の楽譜が掲載されている。

## 収録曲

### SIDE A
1. 風になれるなら KAZE NI NARERUNARA  –  (3:30)
作詞：伊藤銀次 · 大貫妙子、作曲 · 編曲：伊藤銀次、コーラス編曲：大貫妙子、ストリングス編曲：坂本龍一

### SIDE B
1. こぬか雨 KONUKAAME  –  (5:52)
作詞 · 作曲 · 編曲：伊藤銀次、コーラス編曲：大貫妙子、ホーン&ストリングス編曲：坂本龍一

## レコーディング・メンバー
- Vocal & Acoustic Guitar : 伊藤銀次
- Drums : 上原裕
- Electric Bass : 田中章弘
- Acoustic Piano : 緒方泰男
- Percussions : 斉藤ノブ
- Soprano Sax : 高橋知己
- Chorus : 大貫妙子
- Strings : Unknown

## クレジット (L-4037Y)
- All songs arranged by 伊藤銀次
- Strings and Horn arranged by 坂本龍一
- Chorus arranged by 大貫妙子
- Produced by 伊藤銀次
- Directed by 知久悟司, 柏原卓
- Engineered by 島雄一
- Recorded at Rockwell Studio, Onkio Haus, Sound City Studio & Warner Pioneer Studio
- 大貫妙子 appears courtesy of Crown ecords

## リリース日一覧
| 地域 | タイトル                  | リリース日    | レーベル                                 | 規格               | カタログ番号        |
| ---- | ------------------------- | ------------- | ---------------------------------------- | ------------------ | ------------------- |
| 日本 | 風になれるなら / こぬか雨 | 1977年5月25日 | ASYLUM ⁄ WARNER PIONEER                  | 7"シングルレコード | L-84Y               |
| 日本 | 風になれるなら / こぬか雨 | 2016年4月16日 | ASYLUM ⁄ WARNER MUSIC JAPAN ⁄ disc UNION | 7"シングルレコード | LMDU-0009 (WQJL-95) |